# Anne-Elisabeth Gottrau

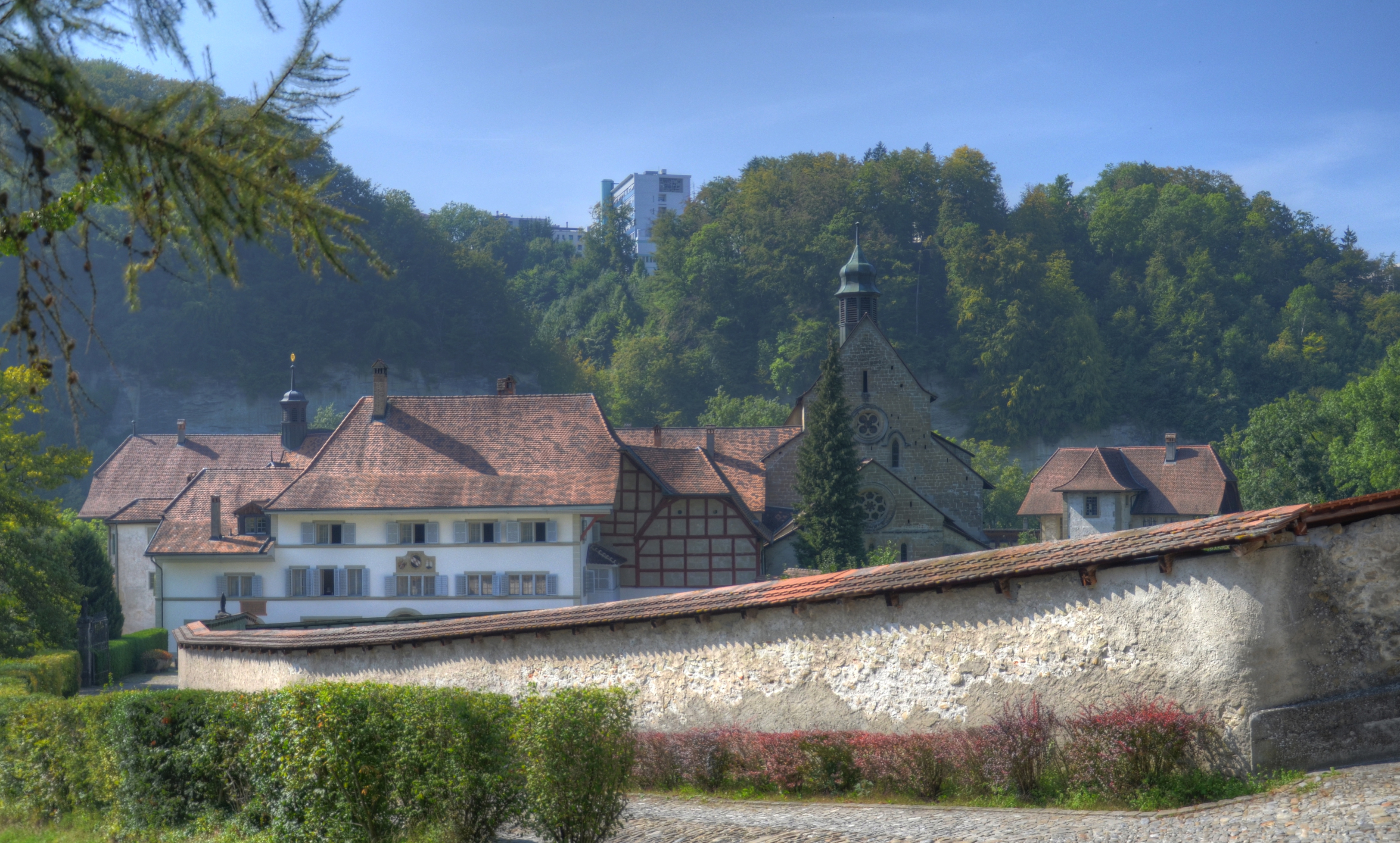
Abbaye cistercienne de la Maigrauge et bibliothèque en 2011 (porte)

Anne-Elisabeth Gottrau (née le 25 décembre 1607 à Fribourg et morte le 26 novembre 1657 à Fribourg) est une mystique cistercienne suisse, morte en ayant une réputation de sainteté. De 1654 à 1657, elle devient abbesse à la suite de Anne Techtermann (1607-1654) dans l'abbaye de la Maigrauge, dans laquelle elle est entrée en 1623.

## Biographie
Anne-Elisabeth Gottrau est la fille de Jost, membre du Conseil des deux-cents, et d'Elisabeth de Reyff, née en 1607. En 1623, elle entre dans la l'abbaye cistercienne La Maigrauge/Magerau. Elle prend les habits de l'ordre en 1625, et prononce ses vœux en 1627. Elle est d'abord organiste de l'abbaye, en 1630, puis sous prieure. Elle occupe d'autres fonctions par la suite : en 1634 elle devient maîtresse des novices et en 1643 prieure. En 1654, elle est élue abbesse. À la Maigrauge, de nombreux écrits de sa main sont conservés, en majorité des manuscrits inédits.

## Vori aussi